# Ахмедьянов, Яныбай Шагибалович
Яныбай Шагибалович Ахмедьянов (20 февраля 1936, д. Баттал, Учалинского района, БАССР, РСФСР — 25 сентября 2010, там же) — первоцелинник, прицепщик совхоза «Байрамгуловский» Учалинского района, Герой Социалистического Труда.

## Биография
Яныбай Шагибалович Ахмедьянов родился 20 февраля 1936 года в д. Батталово Учалинского района Башкирской АССР. Образование — неполное среднее.
Трудовую деятельность начал пастухом-конюхом в 1950 году в колхозе «Победа» Учалинского района, через пять лет становится трактористом. Более 30 лет он возглавлял бригаду механизированного отряда совхоза «Байрамгуловский» Учалинского района Башкортостана, был передовиком производства — три года подряд (1968—1970) занимал I место
в республиканских соревнованиях пахарей.
Урожайность зерновых культур на обрабатываемой им площади повысилась с 10 центнеров в 1965 г. до 24 центнеров в 1970 г.
В годы восьмой пятилетки (1966—1970) в бригаде значительно выросла выработка на трактор ДТ −75. Если в 1966 г. она составляла 1 100 гектаров, то в 1970 г. равнялась 1 370 гектарам. На ремонте одного трактора в 1966 г. было сэкономлено 90 рублей, в 1970 г. — 120 рублей. Экономия горюче-смазочных материалов за первый год пятилетки составила 715 килограммов, в 1970 г. — 1 246 килограммов. За годы пятилетки отделение совхоза продало государству 48 тысяч центнеров зерна при плане 30 тысяч центнеров.
Избирался депутатом Верховного Совета БАССР 8 созыва (1971—1975).
За выдающиеся успехи, достигнутые в развитии сельскохозяйственного производства и выполнении пятилетнего плана продажи государству продуктов земледелия и животноводства, Указом Президиума Верховного Совета СССР от 8 апреля 1971 года Я.Ш. Ахмедьянову присвоено звание Героя Социалистического Труда.
С 1996 года на пенсии, проживал в деревне Баттал родного Учалинского района.
В марте 2004 года участвовал в праздновании 50-летия освоения целинных земель, проходившего в Оренбургской области.

## Награды и звания
- Герой Социалистического Труда (1971).

В 1970 г. ему было присвоено звание «Заслуженный механизатор БАССР».